# Frankfurter Zeitung
 De Frankfurter Zeitung werd in 1856 als Frankfurter Geschäftsberichte door Leopold Sonnemann en Heinrich Bernhard Rosenthal in Frankfurt am Main opgericht. De krant had een liberaal-democratisch profiel. Tussen 1866 tot aan het verbod in 1943 verscheen het onder de naam Frankfurter Zeitung. De Frankfurter Allgemeine Zeitung beschouwt zich als opvolger.
Kort nadat de Frankfurter Geschäftsberichte begonnen te verschijnen, wijzigde het blad de naam in het eerste verschijningsjaar in Frankfurter Handelszeitung. In 1859 hernoemde de bankier Sonnemann het tijdschrift om in Neue Frankfurter Zeitung; vanaf dan verscheen ook een deel met politieke verslaggeving. Per week kwam de krant 19 keer uit (3 maal dagelijks, eenmaal op zondag). De krant bepleitte liberalisering van het kapitaalverkeer en het beursaandelenrecht. Daarmee zouden handel en industrie gemakkelijker kunnen worden gefinancierd. Vanaf 1 januari 1860 heette Sonnemanns onderneming Frankfurter Societäts-Druckerei.
Tijdens de bezetting van Frankfurt door de Pruisen werd de krant in juli 1866 verboden. Om die reden week Sonnemann voor drie maanden uit naar Stuttgart, vanwaar hij de Neue Deutsche Zeitung verzond. Op 16 november 1866 kon zijn dagblad weer zoals gewoon verschijnen, ditmaal onder de naam Frankfurter Zeitung und Handelsblatt.

## Duitse Rijk
Na de totstandkoming van het Duitse Rijk in 1871 werd de Frankfurter Zeitung tot een forum van de liberaal-burgerlijke buitenparlementaire oppositie. De chefredactie werd afgeschaft en door een bredere permanente redactieconferentie vervangen. Alle redactieleden waren daarin gelijkberechtigd, de voorzitter leidde alleen de vergaderingen maar kon geen besluiten nemen.

## Weimar en Hitler
Ten tijde van de Weimarrepubliek werd de krant geconfronteerd met een vijandige houding van nationalistische kringen, omdat de Frankfurter Zeitung de Vrede van Versailles accepteerde. In die zin ondersteunde ze ook de regeringspolitiek van Gustav Stresemann. Daarmee was ze een van de weinige niet-extreme democratische kranten van het Interbellum in Duitsland. Verschillende intellectuelen, zoals Thomas Mann, Ernst Bloch en Lion Feuchtwanger, publiceerden bij haar.
Na de machtswisseling in 1933 moesten talrijke joodse medewerkers de krant verlaten, onder wie Siegfried Kracauer en Walter Benjamin. Aanvankelijk diende het dagblad voor Joseph Goebbels ter legitimatie van de "persvrijheid" in Duitsland. In 1943 werd de krant uiteindelijk verboden (laatste editie op 31 augustus 1943).
De journalist Peter de Mendelssohn meende dat de pogingen om zich aan de zogeheten Gleichschaltung te onttrekken nergens zo goed te zien zijn als in de geschiedenis van de Frankfurter Zeitung. De krant zou tot het eind geprobeerd hebben om haar bijzondere gezicht en 'huiscultuur' ('Geist des Hauses') te bewaren.

## Na de oorlog
Voormalige redacteuren verzamelden zich na afloop van de oorlog in Freiburg im Breisgau met het doel de krant opnieuw op te richten. Omdat de geallieerde bezettingsmacht heroprichting van kranten niet toestond voor bladen die tijdens het naziregime bleven verschijnen, zat een snelle realisering van een vernieuwde Frankfurter Zeitung er niet in. In de plaats daarvan begonnen de oud-redacteuren op 24 december 1945 een tijdschrift met de naam Die Gegenwart met toestemming van het Franse militair gezag. Dit tijdschrift zou korte tijd later verschijnen bij de Frankfurter Societät, die de rechten op de oude Frankfurter Zeitung hield.
Op 29 november 1946 begon oud-redacteur Erich Dombrowski in Mainz de Allgemeine Zeitung, die ook buiten de regio verspreid zou moeten worden. Die uitgave zou de opvolger van de Frankfurter Zeitung moeten zijn. De voormalige plaatsvervangend redacteur van de Frankfurter Zeitung, Erich Welter, dook op als een van de redacteuren van het nieuwe blad. Vanaf 23 september 1949 werden alle censuur- en andere beperkende maatregelen voor de krant opgeheven en al op 31 oktober van hetzelfde jaar ging het blad op in de nieuw gestichte Frankfurter Allgemeine Zeitung, waarvan het eerste nummer de erop volgende dag uitkwam.

## Redacteuren en andere (vrije) medewerkers
- Theodor W. Adorno
- Walter Benjamin
- Franz Blei
- Ernst Bloch
- Bertolt Brecht
- Richard Coudenhove-Kalergi
- Lion Feuchtwanger
- Max Frisch
- Theodor Heuss
- Heinrich Mann
- Thomas Mann
- Sándor Márai
- Erich Maria Remarque
- Joseph Roth
- Anna Seghers
- Fritz von Unruh
- Stefan Zweig